# Xã Frankenmuth, Michigan
Xã Frankenmuth (tiếng Anh: Frankenmuth Township) là một xã thuộc quận Saginaw, tiểu bang Michigan, Hoa Kỳ. Năm 2010, dân số của xã này là 1.959 người.